# Hesiospina aurantiaca
Hesiospina aurantiaca är en ringmaskart som först beskrevs av Sars 1862.  Hesiospina aurantiaca ingår i släktet Hesiospina och familjen Hesionidae. Arten är reproducerande i Sverige. Inga underarter finns listade i Catalogue of Life.